# Cyrestis recaranus
Cyrestis recaranus är en fjärilsart som beskrevs av John Obadiah Westwood 1850. Cyrestis recaranus ingår i släktet Cyrestis och familjen praktfjärilar. Inga underarter finns listade i Catalogue of Life.